# Google Buzz
Google Buzz là một công cụ dịch vụ mạng xã hội, tiểu blog và nhắn tin đã được Google phát triển và tích hợp vào chương trình email trên nền web của họ, Gmail. Người dùng có thể chia sẻ liên kết, hình ảnh, video, thông báo trạng thái và ý kiến được tổ chức trong "cuộc hội thoại" và có thể nhìn thấy trong hộp thư đến của người dùng.
Vào ngày 14 tháng 10 năm 2011, Google thông báo rằng họ sẽ ngừng cung cấp dịch vụ và nội dung hiện có sẽ có sẵn ở chế độ chỉ đọc. Buzz đã bị ngưng vào ngày 15 tháng 12 năm 2011 và bị thay thế bằng Google+.
Buzz cho phép người dùng chọn chia sẻ công khai với thế giới hoặc riêng tư cho một nhóm bạn mỗi lần họ đăng. Picasa, Flickr, Google Latitude, Google Reader, Google Sidewiki, YouTube, Blogger, FriendFeed, identi.ca và Twitter đã được tích hợp. Việc tạo ra Buzz đã được các nhà phân tích ngành công nghiệp xem như là một nỗ lực của Google để cạnh tranh với các trang web mạng xã hội như Facebook và dịch vụ tiểu blog như Twitter. Buzz cũng bao gồm nhiều yếu tố giao diện người dùng từ các sản phẩm khác của Google (ví dụ: Google Reader), chẳng hạn như khả năng "thích" một bài đăng.
Điều hành của Google, Sergey Brin nói rằng bằng cách cung cấp thông tin liên lạc xã hội, Buzz sẽ giúp thu hẹp khoảng cách giữa công việc và giải trí. Tuy nhiên, dịch vụ này đã bị chỉ trích mạnh mẽ khi nó được giới thiệu vì không quan tâm đến sự riêng tư của người dùng.

## Nền tảng
Tháng 5 năm 2010, Google tiết lộ API cho Buzz, mở rộng nó trở thành nền tảng cũng như dịch vụ. Điều này cho phép các nhà phát triển bên thứ ba viết phần mềm có thể đọc và đăng nội dung lên Buzz. Một số đối tác đã chứng minh sự hội nhập thông qua các API mới, bao gồm Seesmic và Socialwok.

## Phiên bản di động
Khi dịch vụ được truy cập bằng thiết bị di động được hỗ trợ, Buzz đã gắn thẻ các bài đăng với vị trí hiện tại của người dùng. Người dùng chỉ được phép sử dụng vị trí thực tế được báo cáo bởi thiết bị cho bài đăng trên Buzz; không giống như dịch vụ chia sẻ vị trí của Google Latitude, Buzz đã không cho phép người dùng tự định vị một vị trí tùy ý theo cách thủ công.
Phiên bản Buzz của điện thoại di động được tích hợp với Google Maps để người dùng có thể xem ai là người xung quanh họ. Bài đăng trên Buzz được thực hiện qua Google Maps được công khai và có thể được nhìn thấy bởi bất kỳ ai khác đang sử dụng phần mềm. Ngoài văn bản, các bài đăng của người dùng di động cũng có thể bao gồm một ảnh đã tải lên. Các nền tảng được hỗ trợ được giới hạn trong các thiết bị chạy Android 1.6+, iOS, Windows Mobile, Openwave và S60.

## Lịch sử
Google Buzz đã được công bố vào ngày 9 tháng 2 năm 2010 trong một cuộc họp báo tại trụ sở của Mountain View của công ty và được phát hành vào cùng ngày, vào lúc 11 giờ sáng PT cho nhóm người dùng đầu tiên. Tính năng này, có sẵn từ hộp thư Gmail, đã được chuyển sang tài khoản Gmail trong những tuần tiếp theo. Một phiên bản di động của trang web được tối ưu hóa cho điện thoại Android và iPhone của Apple cũng đã được đưa ra, trong khi phiên bản dành cho doanh nghiệp và trường học sử dụng Google Apps chỉ được lên kế hoạch. Trong vòng 56 giờ kể từ khi phát hành, 9 triệu bài đăng đã được thực hiện trên Google Buzz - khoảng 160.000 bài đăng và nhận xét mỗi giờ.
Vào ngày 14 tháng 10 năm 2011, Google đã thông báo rằng Google Buzz sẽ bị đóng cùng với Buzz API "trong vài tuần tới" để tập trung vào Google+. Bradley Horowitz, Phó chủ tịch phụ trách Sản phẩm của Google, đã giải thích những chia rẽ, "Mặc dù mọi người rõ ràng sẽ không thể tạo các bài đăng mới sau đó, họ sẽ có thể xem nội dung hiện có của họ trên Hồ sơ Google của họ và tải xuống nó bằng Google Takeout". Ông cũng nói, "Chúng tôi đã học được rất nhiều từ các sản phẩm như Buzz và đặt ra rằng việc học tập để làm việc hàng ngày trong tầm nhìn của chúng tôi đối với các sản phẩm như Google +".
Thông tin này đã bị ngưng vào ngày 15 tháng 12 năm 2011 và tất cả người dùng nội dung đã lưu trên dịch vụ đều được lưu vào Google Drive của người dùng.

## Riêng tư
Tại thời điểm ra mắt, quyết định của Google lựa chọn cơ sở người dùng của mình với các thiết lập bảo mật yếu đã gây ra sự vi phạm thông tin người dùng và đã bị chỉ trích đáng kể. Một tính năng đặc biệt được nhiều người chỉ trích là lỗ hổng bảo mật nghiêm trọng là mặc định Google Buzz đã công khai công khai danh sách các địa chỉ liên hệ Gmail mà người dùng đã gửi email hoặc trò chuyện với nhau nhiều nhất (trên tiểu sử trên Google của người dùng). Người sử dụng không thể vô hiệu hóa tính năng này (hoặc không nhận ra rằng họ đã phải) có thể có thông tin nhạy cảm về bản thân và liên lạc của họ được tiết lộ. Điều này sau đó đã được điều chỉnh để người dùng phải thêm thông tin một cách rõ ràng mà họ muốn công khai.
Hồ sơ trên Google tồn tại trước Buzz và có thể được đặt bởi người dùng để công khai hay không. Sau khi Buzz được phát hành, trường tên cuối cùng được yêu cầu phải là không trống và các cấu hình được đặt không được lập chỉ mục đã được lập chỉ mục cho tìm kiếm hồ sơ.
Một bài báo năm 2010 của tờ New York Times đã mô tả Google như là "được biết đến với việc phát hành sản phẩm mới trước khi chúng đã sẵn sàng và sau đó cải tiến chúng theo thời gian". Google đã hai lần cố gắng giải quyết mối quan tâm về quyền riêng tư: trước tiên bằng cách tạo tùy chọn để vô hiệu hóa chia sẻ danh sách liên hệ công khai nổi bật hơn và sau đó bằng cách thay đổi một trong những tính năng của Buzz từ "tự động theo dõi" thành "tự động đề xuất". Điều này cho phép người dùng kiểm soát hoàn toàn những người mà họ theo dõi, và do đó, ai đã được tiết lộ trong danh sách liên hệ công khai của họ. Tuy nhiên, những thay đổi theo cách mà Google Buzz hoạt động đã bị chỉ trích là không đầy đủ và công ty bị chỉ trích vì đã không quan tâm đến vấn đề riêng tư của người dùng.
Trong số những vấn đề ban đầu khác, người dùng chưa bao giờ tạo ra Google hồ sơ không có cách nào để làm danh sách liên lạc của họ hoặc các thông tin khác tư nhân, dẫn đến công khai tiêu cực từ một trường hợp liên quan đến thông tin về nơi làm việc và đối tác hiện tại của người phụ nữ được chia sẻ với chồng cũ của mình. Phiên bản di động của Google Buzz theo mặc định xuất bản vị trí chính xác của người dùng khi họ đăng một tin nhắn đến dịch vụ, người dùng có thể vô tình tiết lộ các địa điểm nhạy cảm.

### Các vấn đề pháp lý
Ngày 16 tháng 2 năm 2010, Eva Hibnick, một sinh viên tại Trường Luật Harvard, một vụ kiện tập thể chống lại Google, cáo buộc Buzz vi phạm một số luật liên bang nhằm bảo vệ sự riêng tư. Cùng ngày, Trung tâm Thông tin Bảo mật Dữ liệu điện tử (EPIC) đã đệ đơn khiếu nại lên Ủy ban Thương mại Liên bang cáo buộc rằng Google Buzz đã "vi phạm kỳ vọng của người dùng, giảm sự riêng tư của người dùng, mâu thuẫn với chính sách bảo mật của Google và có thể đã vi phạm luật sở hữu trí tuệ của liên bang".
Cũng vào ngày 16 tháng 2 năm 2010, Electronic Frontier Foundation đã viết: "Những vấn đề này nảy sinh bởi vì Google đã cố gắng để vượt qua thị trường bất lợi khi cạnh tranh với Twitter và Facebook bằng cách sử dụng thông tin của bạn." Với một dịch vụ mới (Buzz) và thiết lập mặc định để chia sẻ địa chỉ liên lạc qua email của bạn để tối đa hóa việc thu nhận dịch vụ.Trong quá trình này, sự riêng tư của người dùng Google đã bị bỏ qua và bị tổn hại cuối cùng "
Ngày 17 tháng 2 năm 2010, Ủy viên sự riêng tư của Canada, Jennifer Stoddart, phát hành một tuyên bố trên Buzz:
| “                   | Chúng tôi đã chứng kiến một cơn bão phản đối và phỉ báng về cáo buộc vi phạm quyền riêng tư và văn phòng của tôi cũng có thắc mắc về cách Google Buzz đã đáp ứng các yêu cầu của luật bảo mật ở Canada... Văn phòng của tôi có nhiều nguồn lực sẵn có để giúp các công ty xây dựng sự riêng tư trong các sản phẩm và dịch vụ của họ. Khi các công ty tham vấn với chúng tôi ở giai đoạn phát triển, họ có thể tránh được những vấn đề chúng tôi đã gặp trong những ngày gần đây | ” |
| — Jennifer Stoddart | |   |

Vào ngày 2 tháng 11 năm 2010, Google gửi e-mail cho người dùng Gmail để nói với họ về kết quả của vụ kiện. Là một phần của thỏa thuận thu xếp, Google đã đồng ý tạo một quỹ trị giá 8,5 triệu đô la để trao tiền cho các nhóm thúc đẩy giáo dục về quyền riêng tư trên web, trong đó các luật sư đang yêu cầu 25% ($ 2,125,000) "cộng với hoàn trả chi phí và chi phí". Quyết định cuối cùng đã được thông qua vào tháng 6 năm 2011.
Vào ngày 30 tháng 3 năm 2011, Ủy ban Thương mại Liên bang đã thông báo thỏa thuận với Google về Buzz. Trong thông báo này, FTC đã đồng ý với khiếu nại EPIC rằng Google đã vi phạm chính sách bảo mật của mình bằng cách sử dụng thông tin được cung cấp cho Gmail cho mục đích khác - mạng xã hội - mà không cần sự chấp thuận của người tiêu dùng trước. FTC cũng cáo buộc rằng Google đã cung cấp sai thông tin rằng họ đang xử lý thông tin cá nhân từ Liên minh Châu Âu theo khung quy định về bảo mật Cổng An toàn của Hoa Kỳ-Hoa Kỳ. FTC tuyên bố rằng "Thỏa thuận đề xuất thanh toán cho công ty từ những tuyên bố sai lạc về tính riêng tư trong tương lai, yêu cầu nó phải thực hiện một chương trình bảo mật toàn diện và kêu gọi kiểm toán độc lập độc lập thường xuyên trong 20 năm tới". Để đáp lại thông báo rằng Google đã đồng ý thông qua "Kế hoạch Bảo mật Toàn diện", EPIC đã khởi động một chiến dịch, gọi là "Khắc phục sự riêng tư của Google", để khuyến khích người dùng Internet đưa ra các đề xuất để cải thiện các biện pháp bảo vệ cho các sản phẩm và dịch vụ của Google. Sau đó, tại Hoa Kỳ với Google Inc., FTC đã cáo buộc rằng Google đã vi phạm thỏa thuận giải quyết thỏa thuận này bằng cách trình bày sai sự thật về bảo mật cho người sử dụng trình duyệt Internet Safari của Apple.

## Tiếp nhận
Cả báo chí nói chung và kỹ thuật đều phê bình Buzz và cách thức triển khai. Tổng công ty phát thanh truyền hình Canada (CBC) mô tả sự xuất hiện của Buzz là "bắt đầu một cơn mưa đá". CBC cho biết "Một người dùng đã viết blog về cách Buzz tự động thêm bạn trai cũ của mình là người theo sau và tiếp xúc với các đối tác hiện tại của anh ta.Những blogger khác bình luận rằng các chính phủ đàn áp ở các nước như Trung Quốc hay Iran có thể sử dụng Buzz để phát giác những người bất đồng chính kiến"
JR Raphael của PC World đã chỉ trích Buzz vì cả những mối đe doạ xâm nhập và mối quan tâm riêng tư của nó, trích dẫn trên hết rằng nó chỉ đơn thuần thêm vào "tiếng ồn nhiều hơn vào một vùng đất đã ồn ào của cuộc đời tôi". Raphael đã cung cấp cho người dùng một hướng dẫn từng bước về cách tắt Buzz.
Ryan Paul của Ars Technica lưu ý: "Buzz không có nhiều là mới hoặc nguyên bản "và" kết quả cuối cùng là một dịch vụ cho thấy lời hứa nhưng thiếu tính năng sát thủ cần thiết hoặc xoắn sáng tạo mà nó sẽ cần để thực sự giữ cho mọi người tham gia "